# Литературный журнал
Литерату́рный журна́л — журнал, публикующий произведения художественной литературы, а также литературно-критические статьи.
Бывают как общелитературные журналы, так и журналы, представляющие какое-то одно литературное направление. 
В СССР, а затем и в России, литературно-художественные журналы полноценного объёма в 192—256 полос получили условное название — толстые журналы. Под ним они упоминаются, например, ещё у Булгакова. Неформально в отношении подобных журналов часто используют название  «литературные толстяки».

## Литературные журналы в России
В Российской империи первые литературные журналы возникли в конце XVIII века. В XIX веке они стали важной средой интеллектуальной жизни, однако значительных тиражей не имели, в силу низкой образованности основной массы населения страны, и сильно страдали от цензуры.
Первым из так называемых «толстых журналов» стал «Московский телеграф» (1825–1834) Н.А. Полевого. Позже появились «Московский вестник» (1827–1830) М.П. Погодина (орган кружка любомудров), «Телескоп» (1831–1836) Н.И. Надеждина, «Европеец» (1832) И.В. Киреевского, закрытый властями на втором номере, «Библиотека для чтения» (1834–1865) О.И. Сенковского. Наиболее популярным журналом такого типа были «Отечественные записки» (1839–1867) А.А. Краевского, где в 1840-е годы печатались статьи В.Г. Белинского.
В 1850–1860-х годах журналы «с направлением» разделялись на либерально-радикальные — «Современник» (1836—1866), «Отечественные записки», «Русское слово» (1859–66), «Дело» (1868–88), умеренно-либеральный «Вестник Европы» (1866—1918) М. М. Стасюлевича, славянофильские — «Москвитянин» (1841–1856) М.П. Погодина, «Русская беседа» (1856-1860) А.И. Кошелева и И.С. Аксакова. Подчеркнуто «охранительным» был «Русский вестник» (1856–1906) М.Н. Каткова, в котором при этом были опубликованы почти все романы И.С. Тургенева, Ф.М. Достоевского, Л.Н. Толстого, А.Ф. Писемского, все крупные произведения Н.С. Лескова. В 1870–1890-е годы появились также народнические «Русское богатство» (1876–1918), «Русская мысль» (1880–1918), легально-марксистские «Мир божий» (1892–1906), «Современный мир» (1908–1916). 
В СССР
После 1917 года в Советской России и СССР были уничтожены существовавшие издания и созданы новые литературно-художественные журналы. Первым советским журналом, подобным дореволюционным «толстых» журналов стала «Красная новь» (1921–1942), организованная А.К.Воронским, который возглавлял этот журнал до 1927 года. Затем появились существующие до настоящего времени «Молодая гвардия» (1922–1941, с 1948), «Октябрь» (с 1924), «Звезда» (с 1924), «Новый мир» (с 1925). 
Если ряд московских литературных журналов вышел в свет ещё до Великой Отечественной войны, то новые столичные и региональные издания продолжали возникать на протяжении ряда десятилетий. Они также страдали от цензуры, однако стали важными центрами притяжения общественной мысли и «кузницей мастерства» начинающих литераторов.
После отмены цензурных ограничений в период Перестройки, толстые журналы стали публиковать массу острейших материалов на все темы художественной и общественной жизни, выйдя далеко за рамки узколитературных изданий. Это обусловило их невероятную популярность: к 1990 году ежемесячный тираж одного лишь «Нового мира» достиг 2 710 000 экземпляров. 
После распада СССР аудитория литературных журналов сократилась практически до уровня начала XX века (так, к 2007 году тираж того же «Нового мира» составил всего 8700 экземпляров), и они вновь стали лишь вестниками литературной жизни.
С появлением Интернета большинство литературных журналов России представлены также и интернет-версиями, часть которых составила особый сайт «Журнальный зал». Кроме того, возник и ряд литературных периодических изданий, выходящих только в электронной форме. Однако, новые условия ещё сильнее снизили популярность литературных журналов, что привело закрытию многих из них. 
Как писал в начале 2020 года Роман Сенчин: 

Журналы, колыбель и фундамент нашей литературы, гибнут. <…> Несколько лет назад перестал выходить «Континент», как-то тихо скончалась «Литературная учёба», одиннадцать месяцев не выходил «Октябрь», прекратился журнал поэзии «Арион», под вопросом издание петербургской «Звезды». Остальные журналы влачат поистине нищенское существование. Сейчас даже у самых именитых „толстяков“ тиражи не больше четырех тысяч. Да и те не расходятся. <…> В начале нулевых они были бедными, теперь — нищие. Некоторые лишились редакционных помещений, штат сотрудников сокращён уже не до минимума, а сверх него — нередко работу двух-трёх отделов выполняет один человек. Какой бы он ни был двужильный, он не в состоянии внимательно читать поступающие материалы, не говоря о тщательной редактуре.
См. также: список Литературные журналы России

## Литературные журналы в США
Основанный в 1850 году журнал Harper's Magazine — старейший из американских ежемесячных журналов, печатающих литературные произведения. Он публиковал творчество множества известных американских писателей — от Германа Мелвилла, Генри Джеймса и Марка Твена до Джерома Сэлинджера, Джона Апдайка, Курта Воннегута.
Авторитетным ежеквартальным литературным журналом является The Paris Review, основанный в 1953 году. Он считается связанным с богемой и контркультурой.
Самым известным американским еженедельным журналом, печатающим литературные произведения (рассказы), является The New Yorker.
Кроме них в США есть множество других журналов, представляющих интересы литераторов из разнообразных социальных групп, этнических и региональных сообществ. Авторитетом среди литераторов США обладают «университетские журналы», которые курируются кафедрами английского языка или курсами художественного письма (creative writing courses) различных университетов. Их редакции полностью или частично состоит из студентов, которые получают практические навыки редактуры и издательского дела.